# Compilations d'Art Pepper
Cet article compile les différentes compilations disponibles d'Art Pepper.

## The Way It Was!

### Contenu
Cette compilation sélectionnée par Art Pepper en 1972 inclus des titres inédits à l'époque. Elle couvre une période de 1956 à 1960. Elle est constituée au 2/3 par des titres issus d'une session du Ted Brown Sextet (1-6).

### Titres
- 01. I Can't Believe That You're in Love with Me 5:26
- 02. I Can't Believe That You're In Love With Me (Alternate Take) 5:38
- 03. All The Things You Are 6:36
- 04. All The Things You Are (Alternate Take) 6:31
- 05. What's New 4:08
- 06. Tickle Toe 4:53
- 07. The Man I Love 6:38
- 08. Autumn Leaves 6:28
- 09. The Way You Look Tonight 6:38

### Personnel, date et lieu d'enregistrement
- 1-6 : Art Pepper (as), Warne Marsh (ts), Ronnie Ball (p), Ben Tucker (b), Gary Frommer (d). Contemporary's Studio, Los Angeles,  Californie, 26 novembre 1956.
- 7 : Art Pepper (as), Red Garland (p), Paul Chambers (b), Philly Joe Jones (d). Contemporary's Studio, Los Angeles,  Californie, 19 janvier 1957.
- 8 : Art Pepper (as), Dolo Coker (p), Jimmy Bond (b), Frank Butler (d). Contemporary's Studio, Los Angeles,  Californie, 23 novembre 1960.
- 9 : Art Pepper (as), Wynton Kelly (p), Paul Chambers (b), Jimmy Cobb (d). Contemporary's Studio, Los Angeles,  Californie, 29 février 1960.

### CD références
- 1989 Contemporary Records - OJCCD 389-2

## Art Pepper

### Contenu
Cette compilation contient des titres du catalogue Warner Music Group : labels Contemporary Records, Galaxy, Tampa. Les titres représentent bien la carrière solo d'Art Pepper puisqu'ils couvrent une période de l'année 1956 à l'année 1979. Le titre 8 est issu d'une session du Ted Brown Sextet. La compilation ne contient pas d'inédit.

### Titres
- 01. Straight Life 4:01
- 02. Billie's Bounce 3:59
- 03. 'Round Midnight 3:35
- 04. Besame Mucho 3:59
- 05. Too Close For Comfort 6:47
- 06. Desafinado 8:03
- 07. A Night In Tunisia 5:58
- 08. Tickle Toe 4:53
- 09. Lover Come Back To Me 6:53
- 10. Diane 5:08
- 11. How Can You Lose 6:57
- 12. When You're Smiling 3:47

### Personnel, date et lieu d'enregistrement
- 01. Art Pepper (as), Red Garland (p), Paul Chambers (b), Philly Joe Jones (d). Los Angeles,  Californie], 19 janvier 1957.
- 02. Art Pepper (as), George Cables (p). Berkeley,  Californie, 11 mai 1982.
- 03. Art Pepper (as), Pete Candoli, Jack Sheldon (tp), Dick Nash, Bob Enevoldsen (tb), Vince DeRosa (cor), Herb Geller (as), Bill Perkins (ts), Med Flory (bs), Russ Freeman (p), Joe Mondragon (b), Mel Lewis (d), Marty Paich (arrangements). Los Angeles,  Californie, 14 février 1959.
- 04. Art Pepper (as), Russ Freeman (p), Ben Tucker (b), Gary Frommer (d). Hollywood,  Californie, 25 novembre 1956.
- 05. Art Pepper (as), Dolo Coker (p), Jimmy Bond (b), Frank Butler (d). Los Angeles,  Californie, novembre 1960.
- 06. Art Pepper (as), George Cables (p), Charlie Haden (b), Billy Higgins (d). Burbank,  Californie, mai 1979.
- 07. Art Pepper (as), George Cables (p), George Mraz (b), Elvin Jones (d). New York,  New York, Village Vanguard, 28 juillet 1977.
- 08. Art Pepper (as), Warne Marsh (ts), Ronnie Ball (p), Ben Tucker (b), Gary Frommer (d). Los Angeles,  Californie, 26 novembre 1956.
- 09. Art Pepper (as), Stanley Cowell (p), Cecil McBee (b), Roy Haynes (d). Berkeley,  Californie, décembre 1978.
- 10. Art Pepper (as), Wynton Kelly (p), Paul Chambers (b), Jimmy Cobb (d). Los Angeles,  Californie, 29 février 1960.
- 11. Art Pepper (as), Jack Sheldon (tp), Pete Jolly (p), Jimmy Bond (b), Frank Butler (d). Los Angeles,  Californie, octobre 1960.
- 12. Art Pepper (as). New York,  New York, 21 août 1979.

### CD références
- 1996 Warner Music Group - 0630-15415-2 - WE 889

## Over The Rainbow

### Contenu
Cette compilation couvre une très courte période de la carrière d'Art Pepper de 1950 à 1953. Elle compile des titres d'avant sa carrière solo (avec Stan Kenton et Shorty Rogers) et des titres de ses premières faces.

### Titres
- 01. Pooch McGooch 2:40
- 02. The Count On Rush Street 3:09
- 03. Holiday Flight 3:09
- 04. Surf Ride 2:51
- 05. Brown Gold 2:23
- 06. Chilli Pepper 2:58
- 07. Susie The Poodle 3:11
- 08. Tickle Toe 2:52
- 09. The Way You Look Tonight 3:46
- 10. Nutmeg 3:13
- 11. Art's Oregano 3:07
- 12. Straight Life 2:48
- 13. Cinnamon 3:07
- 14. Thyme Time 3:27
- 15. Didi 2:26
- 16. Over The Rainbow 3:00
- 17. Sam And The Lady 3:07
- 18. Apropos 2:38
- 19. Popo 3:01
- 20. Art Pepper 5:17

### Personnel, date et lieu d'enregistrement
- Art Pepper en leader
  - 4 : Art Pepper (as), Hampton Hawes (p), Joe Mondragon (b), Larry Bunker (d). Los Angeles,  Californie. 4 mars 1952.
  - 6-8 : Art Pepper (as), Russ Freeman (p), Bob Whitlock (b), Bobby White (d). Los Angeles,  Californie. 8 octobre 1952.
  - 9 & 10-14 : Art Pepper (as), Jack Montrose (ts), Claude Williamson (p), Monty Budwig (b), Larry Bunker (9, 11, 12, & 14) ou Paul Vallerina (10 & 13) (d). Los Angeles,  Californie. 25 août 1953.

- Art Pepper en sideman
  - 15-19 : Shorty Rogers And His Giants : Shorty Rogers (tp), John Graas (cor), Gene Englund (tb), Art Pepper (as), Jimmy Giuffre (ts), Hampton Hawes (p), Don Bagley (b), Shelly Manne (Batterie). Los Angeles,  Californie. 8 octobre 1951.
  - 20 : Stan Kenton & His Orchestra : Stan Kenton (p), Maynard Ferguson, Don Paladino, Buddy Childers, Chico Alvarez, Shorty Rogers (tp), Milt Bernhart, Harry Betts, Bob Fitzpatrick, Bill Russo (tb), Bart Varsalona (b-tb), John Graas, Lloyd Otto (cor), Gene Englund (tu), Bud Shank (as et fl), Art Pepper (as), Bob Cooper, Bart Caldarell (ts), Bob Giogia (bs), Laurindo Almeida (g), Don Bagley (b), Shelly Manne (Batterie). Los Angeles,  Californie. 5 février 1950.

### CD références
- 2006 ZYX Music - OJSCD 008-2